# Siphona jocosa
Siphona jocosa là một loài ruồi trong họ Tachinidae.